# Communailles-en-Montagne
Communailles-en-Montagne est une ancienne commune française située dans le département du Jura en région Franche-Comté, devenue, le 1er janvier 2016, une commune déléguée de la commune nouvelle de Mignovillard.

## Histoire
Communailles absorbe en 1813 Boucherans.
Le village était desservi de 1927 à la Seconde Guerre mondiale par la ligne électrifiée de Sirod à Boujailles des Chemins de fer vicinaux du Jura.

## Politique et administration

### Liste des maires
| Période   | Période       | Identité   | Étiquette | Qualité |
| --------- | ------------- | ---------- | --------- | ------- |
| mars 2001 | mars 2008     | Henri Alpy |           |         |
| mars 2008 | décembre 2015 | Joël Alpy  | UDI       |         |

| Période      | Période  | Identité  | Étiquette | Qualité |
| ------------ | -------- | --------- | --------- | ------- |
| janvier 2016 | En cours | Joël Alpy | UDI       |         |

## Population et société

### Démographie
L'évolution du nombre d'habitants est connue à travers les recensements de la population effectués dans la commune depuis 1793. À partir du 1er janvier 2009, les populations légales des communes sont publiées annuellement dans le cadre d'un recensement qui repose désormais sur une collecte d'information annuelle, concernant successivement tous les territoires communaux au cours d'une période de cinq ans. 
Pour les communes de moins de 10 000 habitants, une enquête de recensement portant sur toute la population est réalisée tous les cinq ans, les populations légales des années intermédiaires étant quant à elles estimées par interpolation ou extrapolation. Pour la commune, le premier recensement exhaustif entrant dans le cadre du nouveau dispositif a été réalisé en 2004,.
En 2013, la commune comptait 48 habitants, en évolution de +2,13 % par rapport à 2008 (Jura : −0,23 %, France hors Mayotte : +2,49 %).
| 1793 | 1800 | 1806 | 1821 | 1831 | 1836 | 1841 | 1846 | 1851 |
| ---- | ---- | ---- | ---- | ---- | ---- | ---- | ---- | ---- |
| 164  | 177  | 171  | 188  | 208  | 201  | 222  | 206  | 213  |

| 1856 | 1861 | 1866 | 1872 | 1876 | 1881 | 1886 | 1891 | 1896 |
| ---- | ---- | ---- | ---- | ---- | ---- | ---- | ---- | ---- |
| 188  | 204  | 187  | 167  | 140  | 134  | 135  | 128  | 129  |

| 1901 | 1906 | 1911 | 1921 | 1926 | 1931 | 1936 | 1946 | 1954 |
| ---- | ---- | ---- | ---- | ---- | ---- | ---- | ---- | ---- |
| 121  | 113  | 103  | 120  | 109  | 113  | 108  | 89   | 74   |

| 1962 | 1968 | 1975 | 1982 | 1990 | 1999 | 2004 | 2009 | 2013 |
| ---- | ---- | ---- | ---- | ---- | ---- | ---- | ---- | ---- |
| 57   | 45   | 39   | 40   | 38   | 42   | 52   | 45   | 48   |